# Zapalniczka (film)
Zapalniczka – polski film kryminalny z 1970 roku w reżyserii Krzysztofa Szmagiera.
Film kręcony w Warszawie (Rynek Starego Miasta, Lotnisko Chopina).

## Treść
Młody naukowiec Jacek dostaje zaproszenie na sympozjum naukowe w Wiedniu. Jeden z kolegów naukowców pożycza mu walizkę. Na miejscu okazuje się, że w walizce ukryto 10000 dolarów. Wkrótce potem właściciel walizki ginie w wypadku samochodowym. Na miejscu tego wypadku zostaje znaleziona zapalniczka.

## Obsada
- Piotr Fronczewski – Jacek Leman
- Zygmunt Kęstowicz – Jerzy Ludwicki, zabójca Krawczyka
- Krystyna Królówna – Magda, dziewczyna Lemana
- Zbigniew Józefowicz – major Szletyński
- Bogusław Sochnacki – porucznik Rybak
- Eugeniusz Kamiński – kapitan Kamiński, oficer dyżurny
- Iwona Słoczyńska – Hilde Werner
- Eugeniusz Korczarowski – bandyta atakujący Magdę
- Krzysztof Świętochowski – „inżynier” Krawczyk
- Zbigniew Koczanowicz – „Profesor”, szef bandy
- Teodor Gendera – niemiecki policjant
- Mariusz Gorczyński – Władek, „ślusarz” włamujący się do mieszkania Krawczyka
- Jolanta Bohdal – matka Błażka
- Krystyna Chimanienko – celniczka
- Zdzisław Kielecki – pilot helikoptera
- Włodzimierz Kmicik – oficer MO obsługujący radar
- Krzysztof Kowalewski – milicjant podający się za gazownika
- Adam Perzyk – mężczyzna na bazarze, kolega Władka
- Jan Zdrojewski – mężczyzna obserwujący mieszkanie Hilde Werner